# Історія Настаджо дельї Онесті
«Історія Настаджо дельї Онесті» — це серія картин Сандро Боттічеллі, виконаних в 1483 році на замовлення Лоренцо Медічі для того, щоб зробити весільний подарунок Джаноццо Пуччі і Лукреції Біні.

## Історія
Серія з чотирьох панелей, які, можливо, призначалися в голову весільного ліжка або для кассоне (скрині) з весільним приданим, як подарунок з приводу шлюбу Джаноццо Пуччі і Лукреції Біні, зокрема на картинах можна побачити два сімейні герби (Медічі та Пуччі/Біні).
Всі чотири картини залишалися у Флоренції у палаці родини Пуччі, поки в 1868 році три не були продані. Згодом вони зберігались в різних колекціях, а 1929 року Франциско де Асіс Камбо купив три у спадкоємців Йозефа Спірідона та у 1941 році передав їх в музей Прадо. Четверта картина під назвою «Весільний бенкет» вважалась втраченою протягом століть, але знову з'явилась у Флоренції у квітні 2004 року на виставці Боттічеллі-Філіппіно Ліппі в Палаццо Строцці і певно ніколи не залишала свою початкову обитель у Палаццо Пуччі.

## Тема
Історія Настаджо дельї Онесті — восьма оповідь п'ятого дня у «Декамероні» Боккаччо, яка розповідає про дворянина, якому відмовила його кохана (дочка Паоло Траверсарі). Покинувши Равенну, він бачить в лісі біля міста примарну сцену: колишній коханець і дама серця, яка йому відмовила, що давно померли, приречені повторювати вічне трагічне полювання, коли вершник вбиває свою кохану і згодовує її собакам. Онесті організовує бенкет в лісі для своїх гостей там, де він побачив цю сцену, з метою переконати свою кохану уникнути фатальної долі. Дама бажає уникнути подібної долі, приймає любовні аванси Онесті і вони одружуються.

## Опис
Чотири панелі виконані темперою по дереву, три з них знаходяться в музеї в Прадо, Мадрид, останній четвертий епізод — в Палаццо Пуччі у Флоренції. Кожна з перших трьох картин має кілька сцен (які перетікають одна в одну), щоб легко ілюструвати історію з використанням різних можливостей, які роблять образи живими і різноманітними. Четверта картина ламає серію, вона жене видіння і повертається в реальність для того, щоб правильно передати послання нареченим і задовольнити замовника.
| № | Назва                                             | Картина | Розміри   | Сюжет | Музей                                        |
| - | ------------------------------------------------- | ------- | --------- | --- | -------------------------------------------- |
| 1 | Настаджо зустрічає даму і вершника у лісі Равенни |         | 83×138 см | Настаджо дельї Онесті, якому відмовила дочка Паоло Траверсари, полишає Равенну. Він задумливо йде сосновим лісом біля Равенни; його меланхолійні роздуми перериваються появою оголеної дівчини, яка тікає від вершника з собаками, які хочуть її вкусити. | Національний музей Прадо, Мадрид             |
| 2 | Вбивство дами                                     |         | 83×138 см | Настаджо з жахом спостерігає, як вершник розрізує спину дівчини, яка впала, і дістає її серце, яке віддає собакам на корм; після цього дівчина оживає і сцена повторюється. Вершник виявляється прадідом Настаджо - Гвидо дельї Анастаджі, який покінчив з собою, коли йому відмовила кохана, і тепер вони вдвох спокутують гріхи, кожну п'ятницю переживаючи сцену погоні та вбивства у лісі. Настаджо тікає, а за його спиною сцена повторюється. | Музей Прадо, Мадрид                          |
| 3 | Бенкет у лісі                                     |         | 84×142 см | Настаджо влаштовує пир у лісі, де відбувалася побачена ним жахлива сцена, для родини Траверсарі, бажаючи, щоб гості її побачили. Нажахана перспективою схожої спокути, дочка Паоло Траверсарі погоджується вийти заміж за Настаджо. | Музей Прадо, Мадрид                          |
| 4 | Весілля Настаджо дельї Онесті                     |         | 83×142 см | Весілля документально показує пишноту святкувань тих часів у Флоренції. На зображенні можна побачити герби (на колонах, зліва направо) Пуччі, Медічі та Пуччі/Біні | приватна колекція в Палаццо Пуччі, Флоренція |